# Suzie (film)
Pour les articles homonymes, voir Suzie.
Pour plus de détails, voir Fiche technique et Distribution.
Suzie est un film québécois de Micheline Lanctôt sorti le 17 avril 2009.

## Synopsis
Un soir d'Halloween, Charles, un garçon autiste de dix ans, prend discrètement place dans le taxi de Suzie, 58 ans et dépressive. Celle-ci découvre sur son jeune client un papier, écrit par sa mère, indiquant qu'il doit se rendre chez son père. Mais ce dernier, qui s'apprête à partir en voyage, renvoie l'enfant chez sa maman. Peu après, le père rapplique au domicile de cette dernière, et une dispute éclate, dont Suzie est le témoin muet. Réalisant que les parents ne savent que faire de leur gamin, la quinquagénaire part avec lui. Dans un tripot clandestin, elle réunit au poker la somme nécessaire à l'achat de deux billets d'avion pour le Maroc, où elle espère retrouver sa propre fille, enlevée par son père il y a plus de vingt ans. Mais ce beau rêve se heurte à la dure réalité.

## Fiche technique
- Date de sortie en salle au  17 avril 2009
- Pays d'origine :   Canada ( Québec) Film Québécois
- Scénario : Micheline Lanctôt
- Images - direction photo : François Dutil
- Musique : Claude Chapleau (Silex Créations) et François Lanctôt

## Distribution
- Micheline Lanctôt : Suzie
- Pascale Bussières : Viviane, la mère de Charles
- Normand Daneau : Pierre, le père de Charles
- Suzanne Garceau : La psychiatre
- Xavier Dolan : Le punk
- Gabriel Gaudreault : Charles
- Caroline Bouchard : Jeune fille marocaine
- Arthur Gorishti : Fatos
- Lulu Hugues : Constable